# Gardenia taitensis
La Gardenia taitensis, anche nota come tiaré tahiti (in francese) o semplicemente tiare (letteralmente "fiore" in tahitiano), talvolta chiamata erroneamente "Fiore di tiare" (che costituisce un pleonasmo), è una pianta appartenente alla famiglia delle Rubiaceae, diffusa in gran parte delle isole dell'Oceano Pacifico. 
È il fiore nazionale della Polinesia Francese e delle Isole Cook, nonché il logo ufficiale di Air Tahiti Nui, compagnia aerea di bandiera della Polinesia Francese.

## Descrizione

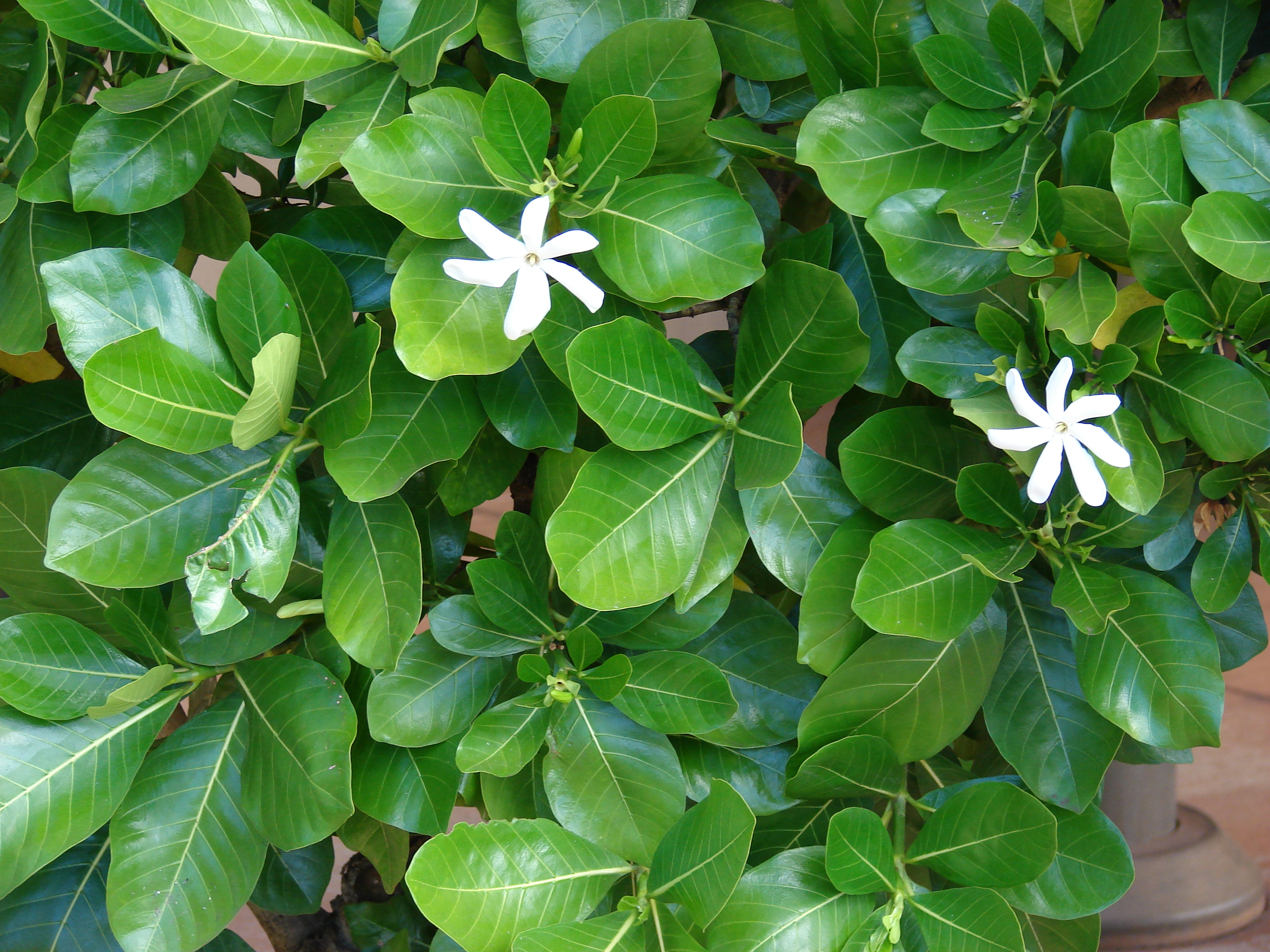
Foglie e fiori

Questo arbusto tropicale sempreverde si sviluppa in cespugli alti generalmente circa un metro, ma può raggiungere i 4 metri di altezza. Le ramificazioni sono dense con foglie opposte, lanceolate e oblunghe, di un lucido color verde scuro; ciascuna foglia misura in lunghezza da 5 a 16 centimetri. I fiori, estremamente profumati, sono simpetali e attinomorfi generalmente di colore bianco crema e dall'aspetto ceroso; hanno da 5 a 9 petali (lunghi da 2 a 4 centimetri) disposti a raggiera; alcuni fiori possono tendere al giallo.

## Distribuzione e habitat
La pianta è stata impropriamente chiamata Gardenia taitensis (letteralmente "Gardenia tahitiana") poiché questa specie non è di fatto nativa dell'isola di Tahiti. Le prime fonti bibliografiche riguardo una gardenia florida provengono da Johann Georg Forster, un naturalista che si imbarcò nel secondo viaggio nel Pacifico (1772-1775) di James Cook. In seguito, nel 1824, Jules Dumont d'Urville recuperò sull'isola di Tahiti alcuni esemplari della pianta, da cui derivò il nome equivoco.
La Gardenia taitensis è nativa delle coste insulari del Pacifico sud-occidentale (in particolare di alcuni stati della Melanesia e della Polinesia occidentale quali Fiji, Niue, Samoa, Tonga, Vanuatu, Wallis e Futuna) e fu solo successivamente introdotta dai primi indigeni polinesiani nelle Isole Cook, in Polinesia Francese, nelle Isole Gilbert,  nelle Isole Marianne, nelle Isole Marchesi, Isole della Società, Tokelau, Manihiki, Tuamotu, Tubuai, Tuvalu e fino alle Hawaii.

## Usi

### Monoi
Dalla G. taitensis si ricava il Monoi, un oleolito derivato dalla macerazione dei boccioli chiusi di tiaré in olio di cocco per un periodo di tempo non inferiore ai 15 giorni e con una proporzione di circa 10 fiori per ogni litro di olio. Successivamente si separa l'olio monoi per decantazione, lo si filtra e lo si addiziona con degli antiossidanti. Questo processo di fabbricazione comune a tutti i produttori di monoi di Tahiti, è un metodo simile a quello che in profumeria viene chiamato enfleurage.

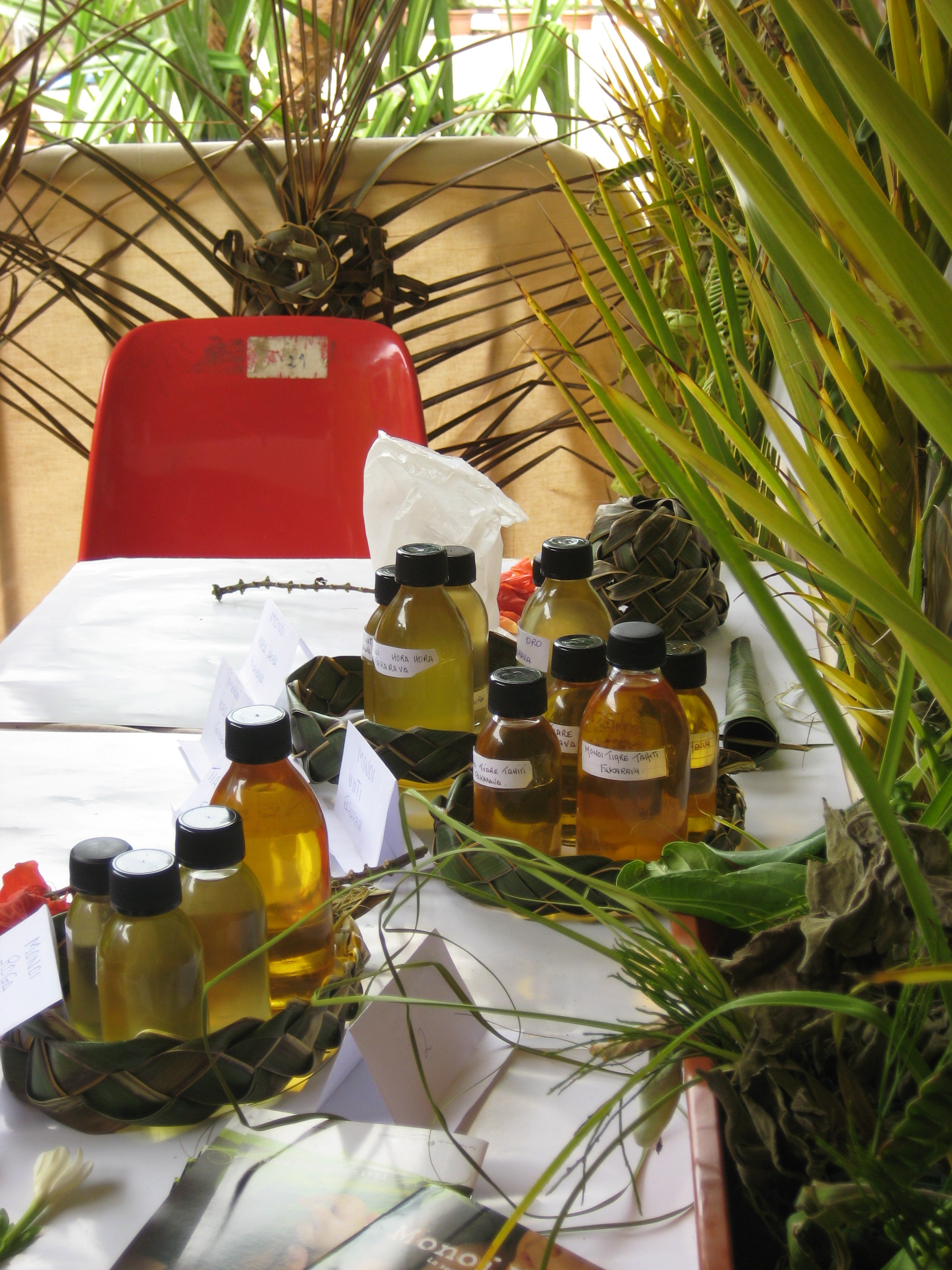
Bottiglie di Monoi

### Collane di fiori
Gli indigeni polinesiani utilizzano il tiaré nelle loro collane di fiori, chiamate "Ei" nelle Isole Cook, "Hei" a Tahiti o "Lei" alle Hawaii. In alcune tradizioni delle isole del Pacifico, indossare un fiore all'orecchio indica lo stato di una relazione: un fiore sull'orecchio sinistro significa che la persona è impegnata, mentre sull'orecchio destro significa che è disponibile.

### Medicina erboristica
Questa pianta è ampiamente utilizzata nell'erboristeria tradizionale polinesiana: a Tonga si somministrano gocce d'infuso della corteccia di G. taitensis nel naso, negli occhi e nella bocca degli ammalati per curare la cosiddetta "malattia del fantasma". A Samoa, alcune parti della pianta vengono utilizzate come rimedio contro le infiammazioni.